# Gries im Sellrain
Gries im Sellrain – gmina w Austrii, w kraju związkowym Tyrol, w powiecie Innsbruck-Land. Liczy 599 mieszkańców (1 stycznia 2015).